# Johann Dominicus Fiorillo
Pour les articles homonymes, voir Fiorillo.
Johann Dominicus Fiorillo (13 octobre 1748 – 10 septembre 1821) est un peintre allemand et historien de l'art.

## Biographie
Fils du compositeur italien Ignazio Fiorillo, Johann Dominicus Fiorillo naît à Hambourg. Il se forme à l'académie de peinture de Bayreuth. En 1761 il se rend à Rome puis à Bologne. À son retour en Allemagne, il est nommé peintre de la cour de Brunswick. En 1781 il retourne à Göttingen, où il est nommé en 1784 conservateur de la collection d'imprimés de l'Université, et professeur en 1813. Durant cette période il publie son ouvrage Geschichte der zeichnenden Künste en 5 volumes, suivi en 1815-1820 par Geschichte der zeichnenden Künste in Deutschland und den vereinigten Niederlanden en 4 volumes.